# Oscar Luigi Scalfaro
Oscar Luigi Scalfaro (Novara, 9 september 1918 - Rome, 29 januari 2012) was een Italiaans politicus. Hij was van 1992 tot 1999 de negende president van Italië. 
Scalfaro studeerde rechten aan de Università Cattolica del Sacro Cuore in Milaan. Na zijn studie ging hij aan het werk als rechter. 
In 1946 werd Scalfaro gekozen in de Grondwetgevende vergadering. Tot 1992 werd hij tien keer herkozen in de Kamer van Afgevaardigden, waarvan hij uiteindelijk voorzitter zou worden. Ook maakte hij deel uit van diverse kabinetten In 1954 werd hij staatssecretaris op het ministerie van Arbeid. Daarna werd hij minister van Vervoer en later was hij minister van Onderwijs.
Begin 1992 trad president Cossiga plotseling af. In de zestiende zitting van het kiescollege voor een nieuwe president kwam Scalfaro naar voren als opvolger. Op 28 mei 1992, een paar dagen na de moord op Giovanni Falcone, werd Scalfaro beëdigd als president van Italië. Zijn aantreden markeerde de overgang naar een nieuw tijdperk, waarin de oude machtscentra van christendemocraten, socialisten en communisten plaatsmaakten voor nieuwe politieke families. Dit werd niet alleen veroorzaakt door het einde van de Koude oorlog, maar ook door de corruptieschandalen en de "Operatie schone handen" van rechter Di Pietro.
In het noorden van Italië ontstond een afscheidingsbeweging Lega Nord onder leiding van Umberto Bossi. Toen deze aankondigde een republiek Padania te zullen uitroepen, trad Scalfaro krachtdadig op. Met zijn beperkte mogelijkheden als voorzitter van de Nationale Veiligheidsraad trof hij voldoende militaire voorzorgsmaatregelen om Bossi af te schrikken.
In 1999 liep zijn termijn  af. Daarna werd hij senator voor het leven.